# Georges Chamarat
Georges Chamarat (30 de marzo de 1901 – 21 de noviembre de 1982) fue un actor teatral y cinematográfico de nacionalidad francesa.

## Biografía
Nacido en París, Francia, su nombre completo era Georges Léon Félix Chamarat. Tras cursar estudios en el Conservatoire national supérieur d'art dramatique, fue contratado para trabajar en el Teatro del Odéon. Ingresó en la Comédie-Française en 1946, siendo el miembro número 415 a partir de 1950, obteniendo el nombramiento de miembro honorario en 1971. 
Su carrera teatral fue particularmente brillante. En el cine, sus actuaciones se circunscribieron a destacados papeles de reparto, todos ellos dentro de una amplia variedad de personajes.
Como miembro de la Comédie-Française, entre las piezas clásicas en las que actuó destacan El avaro, de Molière, con el papel de Harpagon, La escuela de las mujeres y Las mujeres sabias. También representó obras más modernas, entre ellas algunas escritas por Eugène Labiche, Georges Feydeau, Luigi Pirandello o Antón Chéjov.
Hizo también cuatro actuaciones en el programa televisivo Au théâtre ce soir, además de participar en otras muchas series y telefilmes.
Georges Chamarat falleció en Limeil-Brévannes, Francia, en 1982. 

## Teatro

### Actor
- 1929 : Le Beau Métier, de Henri Clerc, Teatro del Odéon
- 1931 : La Farce des bossus, de Pierre Jalabert, Teatro del Odéon
- 1932 : L'Affaire des poisons, de Victorien Sardou, Teatro del Odéon
- 1933 : Napoléon, de Saint-Georges de Bouhélier, Teatro del Odéon
- 1934 : Jeanne d'Arc, de Saint-Georges de Bouhélier, Teatro del Odéon
- 1938 : Le Président Haudecœur, de Roger Ferdinand, Teatro del Odéon
- 1946 : Las bodas de Fígaro, de Pierre-Augustin de Beaumarchais, escenografía de Jean Meyer, Comédie-Française
- 1947 : Le Voyage de monsieur Perrichon, de Eugène Labiche y Édouard Martin, escenografía de Jean Meyer, Comédie-Française
- 1947 : Quitte pour la peur, de Alfred de Vigny, Comédie-Française
- 1948 : Sapho, de Alphonse Daudet y Auguste Belot, escenografía de Gaston Baty, Comédie-Française
- 1949 : Jeanne la Folle, de François Aman-Jean, escenografía de Jean Meyer, Comédie-Française en el Teatro del Odéon
- 1949 : L'Inconnue d'Arras, de Armand Salacrou, escenografía de Gaston Baty, Comédie-Française
- 1949 : Le Roi, de Robert de Flers y Gaston Arman de Caillavet, escenografía de Jacques Charon, Comédie-Française
- 1949 : L'Homme de cendres, de André Obey, escenografía de Pierre Dux, Comédie-Française en el Teatro del Odéon
- 1950 : La Belle Aventure, de Gaston Arman de Caillavet, Robert de Flers y Étienne Rey, escenografía de Jean Debucourt, Comédie-Française
- 1950 : Le Carrosse du Saint-Sacrement, de Prosper Mérimée, escenografía de Jacques Copeau, Comédie-Française, Teatro Aldwych de Londres
- 1950 : Les Caves du Vatican, de André Gide, escenografía de Jean Meyer, Comédie-Française
- 1951 : L'Arlésienne, de Alphonse Daudet, escenografía de Julien Bertheau, Comédie-Française en el Teatro del Odéon
- 1951 : Madame Sans Gêne, de Victorien Sardou, escenografía de Georges Chamarat, Comédie-Française
- 1951 : Le Veau grasde Bernard Zimmer, escenografía de Julien Bertheau, Comédie-Française
- 1951 : El burgués gentilhombre, de Molière, escenografía de Jean Meyer, Comédie-Française
- 1952 : La Coupe enchantée, de Jean de La Fontaine y Champmeslé, escenografía de Jacques Clancy, Comédie-Française
- 1957 : La Critique de l'École des femmes, de Molière, escenografía de Jean Meyer, Comédie-Française
- 1958 : Un ami de jeunesse, de Edmond Sée, Comédie-Française
- 1958 : L'Impromptu de Barentin, de André Maurois, Festival de Barentin
- 1958 : El enfermo imaginario, de Molière, escenografía de Robert Manuel, Comédie-Française
- 1960 : El paso del Rhin (Le passage du Rhin), de André Cayatte
- 1962 : El avaro, de Molière, escenografía de Jacques Mauclair, Comédie-Française
- 1963 : La Foire aux sentiments, de Roger Ferdinand, escenografía de Raymond Gérôme, Comédie-Française
- 1966 : Le Voyage de monsieur Perrichon, de Eugène Labiche y Édouard Martin, escenografía de Jacques Charon, Comédie-Française
- 1967 : L'Émigré de Brisbane, de Georges Schéhadé, escenografía de Jacques Mauclair, Comédie-Française
- 1970 : El sueño, de August Strindberg, escenografía de Raymond Rouleau, Comédie-Française
- 1971 : L'Impromptu de Versailles, de Molière, escenografía de Pierre Dux, Comédie-Française
- 1971 : Becket, de Jean Anouilh, escenografía del autor y Roland Piétri, Comédie-Française
- 1971 : Pollufission 2000, de Éric Westphal, escenografía de André Reybaz, Comédie-Française en el Teatro del Odéon
- 1973 : L'Impromptu de Versailles, de Molière, escenografía de Pierre Dux, Comédie-Française
- 1973 : C'est la guerre Monsieur Gruber, de Jacques Sternberg, escenografía de Jean-Pierre Miquel, Comédie-Française en el Teatro del Odéon
- 1973 : Enrique IV, de Luigi Pirandello, escenografía de Raymond Rouleau, Comédie-Française en el Teatro del Odéon
- 1974 : Enrique IV, de Luigi Pirandello, escenografía de Raymond Rouleau, Comédie-Française
- 1974 : La Nostalgie, Camarade, de François Billetdoux, escenografía de Jean-Paul Roussillon, Comédie-Française en el Teatro del Odéon
- 1975 : L'Île de la raison, de Pierre de Marivaux, escenografía de Jean-Louis Thamin, Comédie-Française en el Théâtre Marigny
- 1975 : El idiota, de Fiódor Dostoyevski, escenografía de Michel Vitold, Comédie-Française en el Théâtre Marigny
- 1976 : Noche de reyes, de William Shakespeare, escenografía de Terry Hands, Comédie-Française en el Teatro del Odéon
- 1977 : Las bodas de Fígaro, de Pierre-Augustin de Beaumarchais, escenografía de Jacques Rosner, Comédie-Française
- 1979 : Las tres hermanas, de Antón Chéjov, escenografía de Jean-Paul Roussillon, Comédie-Française en el Teatro del Odéon

### Director
- 1951 : Madame Sans Gêne, de Victorien Sardou, Comédie-Française
- 1954 : George Dandin ou le Mari confondu, de Molière, Comédie-Française
- 1959 : Le soleil est-il méchant ?, de Jean Le Marois, Théâtre Hébertot
- 1960 : Théodore cherche des allumettes y Boubouroche de Georges Courteline, Théâtre des Célestins
- 1960 : L’Impromptu limousin, de Jean-Pierre Giraudoux, Festival de Bellac

## Filmografía

### Cine
- 1929 : Bateaux Parisiens, de Michel Gorel y Aniel Abric
- 1938 : La Belle Revanche, de Paul Mesnier
- 1940 : Le Président Haudecœur, de Jean Dréville
- 1941 : L'Assassinat du Père Noël, de Christian-Jaque
- 1941 : Péchés de jeunesse, de Maurice Tourneur
- 1942 : Annette et la dame blonde, de Jean Dréville
- 1943 : Späte Liebe, de Gustav Ucicky
- 1943 : La Main du diable, de Maurice Tourneur
- 1943 : Vingt-cinq ans de bonheur, de René Jayet
- 1943 : Au Bonheur des Dames, de André Cayatte
- 1943 : Mon amour est près de toi, de Richard Pottier
- 1943 : La Ferme aux loups, de Richard Pottier
- 1943 : Adrien, de Fernandel
- 1943 : Pierre et Jean, de André Cayatte
- 1945 : Les Caves du Majestic, de Richard Pottier
- 1946 : Leçon de conduite, de Gilles Grangier
- 1946 : Son dernier rôle, de Jean Gourguet
- 1948 : D'homme à hommes, de Christian-Jaque
- 1948 : La Septième Porte, de André Zwobada
- 1949 : Les Dieux du dimanche, de René Lucot
- 1949 : Les Orphelins de Saint-Vaast, de Jean Gourguet
- 1949 : Séraphins et truands, de René Sti
- 1950 : Au revoir Monsieur Grock, de Pierre Billon
- 1950 : Meurtres ?, de Richard Pottier
- 1951 : Barbe-Bleue, de Christian-Jaque
- 1951 : Les Mains sales, de Fernand Rivers
- 1951 : Deux sous de violettes, de Jean Anouilh
- 1951 : Une histoire d'amour , de Guy Lefranc
- 1952 : Massacre en dentelles, de André Hunebelle
- 1952 : Coiffeur pour dames, de Jean Boyer
- 1952 : Adorables Créatures, de Christian-Jaque
- 1952 : La Jeune Folle, de Yves Allégret
- 1952 : Il est minuit, Docteur Schweitzer, de André Haguet
- 1953 : Le Boulanger de Valorgue, de Henri Verneuil
- 1953 : Les Trois Mousquetaires, de André Hunebelle
- 1953 : Julietta, de Marc Allégret
- 1954 : Les Fruits sauvages, de Hervé Bromberger
- 1954 : Si Versailles m'était conté..., de Sacha Guitry
- 1954 : Quai des blondes, de Paul Cadéac
- 1954 : Mam'zelle Nitouche, de Yves Allégret
- 1954 : Les Amoureux de Marianne, de Jean Stelli
- 1954 : Le Mouton à cinq pattes, de Henri Verneuil
- 1954 : Cadet Rousselle
- 1955 : Chantage, de Guy Lefranc
- 1955 : Les Amants du Tage, de Henri Verneuil
- 1955 : Las diabólicas, de Henri-Georges Clouzot
- 1955 : Série noire, de Pierre Foucaud
- 1955 : Village magique, de Jean-Paul Le Chanois
- 1955 : Le Printemps, l'automne et l'amour, de Gilles Grangier
- 1955 : La Madelon, de Jean Boyer
- 1956 : Un matin comme les autres, de Yannick Bellon
- 1956 : La Meilleure Part, de Yves Allégret
- 1956 : La Roue, de André Haguet y Maurice Delbez
- 1956 : Le Couturier de ces dames, de Jean Boyer
- 1956 : Impasse des vertus, de Pierre Méré
- 1956 : C'est arrivé à Aden, de Michel Boisrond
- 1956 : Mannequins de Paris, de André Hunebelle
- 1956 : En effeuillant la marguerite, de Marc Allégret
- 1956 : Paris, Palace Hôtel, de Henri Verneuil
- 1956 : Les Aventures de Till l'espiègle, de Gérard Philipe y Joris Ivens
- 1956 : Le Salaire du péché, de Denys de La Patellière
- 1957 : Élisa, de Roger Richebé
- 1957 : Les Aventures d'Arsène Lupin, de Jacques Becker
- 1957 : Sénéchal le magnifique, de Jean Boyer
- 1957 : Donnez-moi ma chance, de Léonide Moguy
- 1957 : Le Chômeur de Clochemerle, de Jean Boyer
- 1958 : Thérèse Étienne, de Denys de La Patellière
- 1958 : Premier mai, de Luis Saslawsky
- 1958 : Les Filles de nuit, de Maurice Cloche
- 1958 : La Moucharde, de Guy Lefranc
- 1958 : Le Miroir à deux faces, de André Cayatte
- 1958 : Le Bourgeois gentilhomme, de Jean Meyer
- 1958 : Suivez-moi jeune homme, de Guy Lefranc
- 1959 : Le Petit Prof, de Carlo Rim
- 1959 : Le Grand Chef, de Henri Verneuil
- 1959 : Vincennes, cité royale, de Jacques de Casembroot
- 1959 : Le Mariage de Figaro, de Jean Meyer
- 1960 : Les Frangines, de Jean Gourguet
- 1960 : Au cœur de la ville, de Pierre Gautherin
- 1960 : La Française et l'Amour, de Christian-Jaque
- 1960 : Un jour comme les autres, de Paul Bordry
- 1960 : Le Passage du Rhin, de André Cayatte
- 1961 : Il Ladro di Bagdad, de Arthur Lubin
- 1961 : La Traversée de la Loire, de Jean Gourguet
- 1962 : L'assassin est dans l'annuaire, de Léo Joannon
- 1962 : Maléfices, de Henri Decoin
- 1962 : Hardi Pardaillan, de Bernard Borderie
- 1962 : Les Mystères de Paris, de André Hunebelle
- 1964 : Du grabuge chez les veuves, de Jacques Poitrenaud
- 1965 : Up from the Beach, de Robert Parrish
- 1965 : La Métamorphose des cloportes, de Pierre Granier-Deferre
- 1966 : Martin soldat, de Michel Deville
- 1967 : Toutes folles de lui, de Norbert Carbonnaux
- 1967 : Con la muerte a la espalda, de Alfonso Balcazar
- 1973 : Na !, de Jacques Martin
- 1976 : La Grande Récré, de Claude Pierson
- 1976 : L'Aile ou la Cuisse, de Claude Zidi
- 1978 : La Raison d'État, de André Cayatte
- 1980 : Les Phallocrates, de Claude Pierson
- 1980 : Ras le cœur, de Daniel Colas

### Televisión
- 1959 : Le Malade imaginaire
- 1962 : Quand on est deux
- 1962 : Le Théâtre de la jeunesse: Gavroche, a partir de Los miserables de Victor Hugo, dirección de Alain Boudet
- 1963 : Le Théâtre de la jeunesse: Jean Valjean, a partir de Los miserables, de Victor Hugo, dirección de Alain Boudet
- 1967 : Le Tribunal de l'impossible
- 1967 : Au théâtre ce soir: Les J 3, de Roger Ferdinand, escenografía de Robert Manuel, dirección de Pierre Sabbagh, Théâtre Marigny
- 1968 : Au théâtre ce soir: Le Dindon, de Georges Feydeau, escenografía de Jean Meyer, dirección de Pierre Sabbagh, Théâtre Marigny
- 1968 : Provinces
- 1969 : Au théâtre ce soir: Service de nuit, de Muriel Box y Sydney Box, escenografía de Jacques Mauclair, dirección de Pierre Sabbagh, Théâtre Marigny
- 1971 : Le Soldat et la sorcière
- 1972 : Au théâtre ce soir: Le Gendre de Monsieur Poirier, de Jules Sandeau y Émile Augier, escenografía de Robert Manuel, dirección de Pierre Sabbagh, Théâtre Marigny
- 1972 : La Station Champbaudet, de Eugène Labiche y Marc-Michel, dirección de Georges Folgoas (Comédie-Française)
- 1973 : Graine d'ortie
- 1975 : Messieurs les jurés
- 1975 : La Fleur des pois
- 1980 : L'Enterrement de Monsieur Bouvet
- 1980 : Les Trois Sœurs
- 1980 : Médecins de nuit, de Jean-Pierre Prévost, episodio La pensión Michel

## Actor de voz
A lo largo de su carrera, Chamarat también fue actor de voz, doblando a actores como Akim Tamiroff, Charles Waldron, Claude Rains, Paul Guilfoyle, J. Carrol Naish y Jay C. Flippen.